# Lao Genevra Simons
Lao Genevra Simons (* 29. März 1870 in San José, Kalifornien; † 25. November 1949 in Greenwich, Connecticut) war eine US-amerikanische Mathematikerin und Mathematikhistorikerin.

## Biografie
Simons’ Familie zog wieder nach New Jersey, als sie noch ein Baby war. Sie besuchte das Teachers College der Columbia University. Unzufrieden mit ihrem Lehrerinnen-Beruf studierte sie Mathematik und Astronomie am Vassar College. Danach lehrte sie ab 1895 bis zu ihrer Pensionierung 1940 am Hunter College, wo sie ab 1927 der Mathematik-Fakultät vorstand. Außerdem erwarb sie 1908 einen Bachelor-Abschluss, 1912 einen Master-Abschluss an der Columbia University und wurde dort 1924 promoviert mit einer Arbeit über Mathematikpädagogik, die auch veröffentlicht wurde (Introduction of Algebra into American Schools in the Eighteenth Century).
1932 bis 1949 leitete sie die Buchrezensionen bei Scripta Mathematica.
Sie reiste viel, zum Beispiel zum Internationalen Mathematikerkongress in Zürich (1932) und Oslo (1936).
Simons veröffentlichte viel zur Mathematikgeschichte in The Mathematics Teacher, dem American Mathematical Monthly und in Scripta Mathematica. 1936 veröffentlichte sie eine Bibliographie der amerikanischen Schul- und Lehrbücher über Algebra bis 1850.
Simons war Mitglied der American Association for the Advancement of Science.

## Schriften
- Fabre and Mathematics and Other Essay, Verlag von Scripta Mathematica, New York 1939 (Online)